# Marcel Lesbros
Pour les articles homonymes, voir Lesbros.
Marcel Lesbros est un homme politique français, né le 9 septembre 1921 à Gap et mort dans cette même ville le 25 janvier 2007.

## Biographie
Médecin de profession, il a été élu sénateur des Hautes-Alpes le 24 septembre 1989 et réélu le 27 septembre 1998. Membre du Centre national des indépendants et paysans puis de l'Union pour la démocratie française, il avait rejoint le groupe de l'Union pour un mouvement populaire au Sénat lors de sa création en décembre 2002.

## Anciens mandats
- Maire de Châteauvieux de 1956 à 1977 ;
- Maire de La Saulce